# Hal Cumpston
Hal Cumpston (Sydney, 29 mei 1999) is een Australisch acteur, filmproducent en scenarioschrijver. Hij speelde in diverse films en series, waaronder Bilched, Spin the Bottle en The Walking Dead: World Beyond.

## Carrière
Cumpston maakte in mei 2019 zijn acteerdebuut in de door hem zelf geschreven en geproduceerde komische dramafilm Bilched, hierin vertolkte hij de rol van Hal. De film werd geregisseerd door zijn vader Jeremy Cumpston, tevens was zijn broertje Joseph Zada in de film te zien. Met deze film won hij tijdens het Chelsea Film Festival meerdere prijzen, waaronder in de categorieën Beste film en Beste scenario.
Een ruim jaar later, in oktober 2020, maakte Cumpston zijn televisiedebuut in de hoofdrol van Silas Plaskett in de Prime Video-serie The Walking Dead: World Beyond. Hij vertolkte deze rol tot de einde van de serie in december 2021. In het najaar van 2021 was Cumpston tevens te zien in de Hulu-serie Nine Perfect Strangers. In de jaren die volgde speelde hij mee in verschillende series en films, waaronder Safe Home, The Artful Dodger, The Deb en Spin the Bottle.

## Privé
Cumpston werd geboren en groeide op in Sydney, Australië. Cumpston is de oudste zoon van acteur en regisseur Jeremy Cumpston en schrijfster Rachel Lane. Hij heeft twee broers en een zusje, zijn broer Joseph Zada werkt tevens als acteur.

## Filmografie

### Film
- 2019: Bilched, als Hal
- 2022: The Greatest Ever Beer Run, als Leary
- 2022: Maddie's Red Hot, als Hal
- 2024: The Deb, als Mitch
- 2024: Spin the Bottle, als Westin

### Televisie
- 2020-2021: The Walking Dead: World Beyond, als Silas Plaskett
- 2021: Nine Perfect Strangers, als Zach Marconi
- 2023: Safe Home, als Max Kerr
- 2023-2024: Granny Flat Comedy, als Hal
- 2023: The Artful Dodger, als Oliver twist
- 2023: Fairbairn in the City, als Toby
- 2025-heden: Going Dutch, als Elias Papadakis